# Богаєвський Костянтин Федорович
Богає́вський Костянти́н Фе́дорович (нар. 12 (24) січня 1872, Феодосія — 17 лютого, 1943, Феодосія) — художник пейзажист. Представник стилю символізм.

## Життєпис
Народився в місті Феодосія в родині дрібного службовця. Перші навички ремесла опановував у Адольфа Феслера. Деякий час займався малюванням у майстерні Айвазовського.
Перебрався в столицю Російської імперії, де навчався у Петербурзькій Академії мистецтв, його вчитель — Куїнджі Архип Іванович. Серед учнів у Куїнджі в цей час і Рилов, приятель Богаєвського, з яким він листувався.
- У 1890 р. учні майстерні виїхали на Волгу працювати на пленері.
- У 1891—1895 рр. Куїнджі разом з учнями виїхали за кордон, де малювали краєвиди Німеччини, Австро-Угорщини, Франції. У Відні на Богаєвського мали вплив твори майстрів Сецесії, а серед художників — пейзажі Арнольда Бекліна.
- З 1900 р. твори художника беруть на виставки у Петербурзі, Мюнхені, Москві, Парижі.
- У 1906 р. Богаєвський (по закінченню військової служби у фортеці міста Керч) бере шлюб із Жозефіною Дуранте. У 1906 р. митцю збудували майстерню в місті Феодосія, що стане постійним місцем його праці.
- У 1908—1909 рр. нова подорож до Європи, мандрував Німеччиною, Італією та Грецією.
- З 1910 р. — член Московського Товариства художників. Давав свої твори на виставки мистецького об'єднання «Світ мистецтва».
- Мобілізований у війська в роки 1-ї світової війни 1914—1918 рр.
- Після більшовицького перевороту у жовтні 1917 р. перебрався до Феодосії.
- 1933 р. отримав почесне звання Заслуженого діяча мистецтв РРФСР. Три роки працював в місті Таруса (1936—1939), потім знову перебрався до Феодосії.
- Залишився в роки 2-ї світової війни в окупованій Феодосії. Загинув під час бомбардування окупованої Феодосії радянськими військами на 71 році життя у лютому 1943 року.

## Богаєвський та книги
Ще у 1910 р. створив малюнки до книги віршів Волошина Максиміліана «Роки мандрів».
За спогадами сучасників відрізнявся неагресивною поведінкою, схильністю до самотності. Мав власну бібліотеку, екслібрис для якої створив у 1930 р. графік Микола Піскарьов (1892—1959). Добре знаючи скелясті пейзажі художника, освітлені сліпучим сонцем, Микола Піскарьов подав і на екслібрисі Богаєвського скелястий пейзаж в сонячному освітленні. Аби збагатити графічний образ, додав бога природи Пана на скелі, що грає на сопілці, перетворивши графічну мініатюру на справжній шедевр.

## Вибрані твори
- Старий Крим, 1903

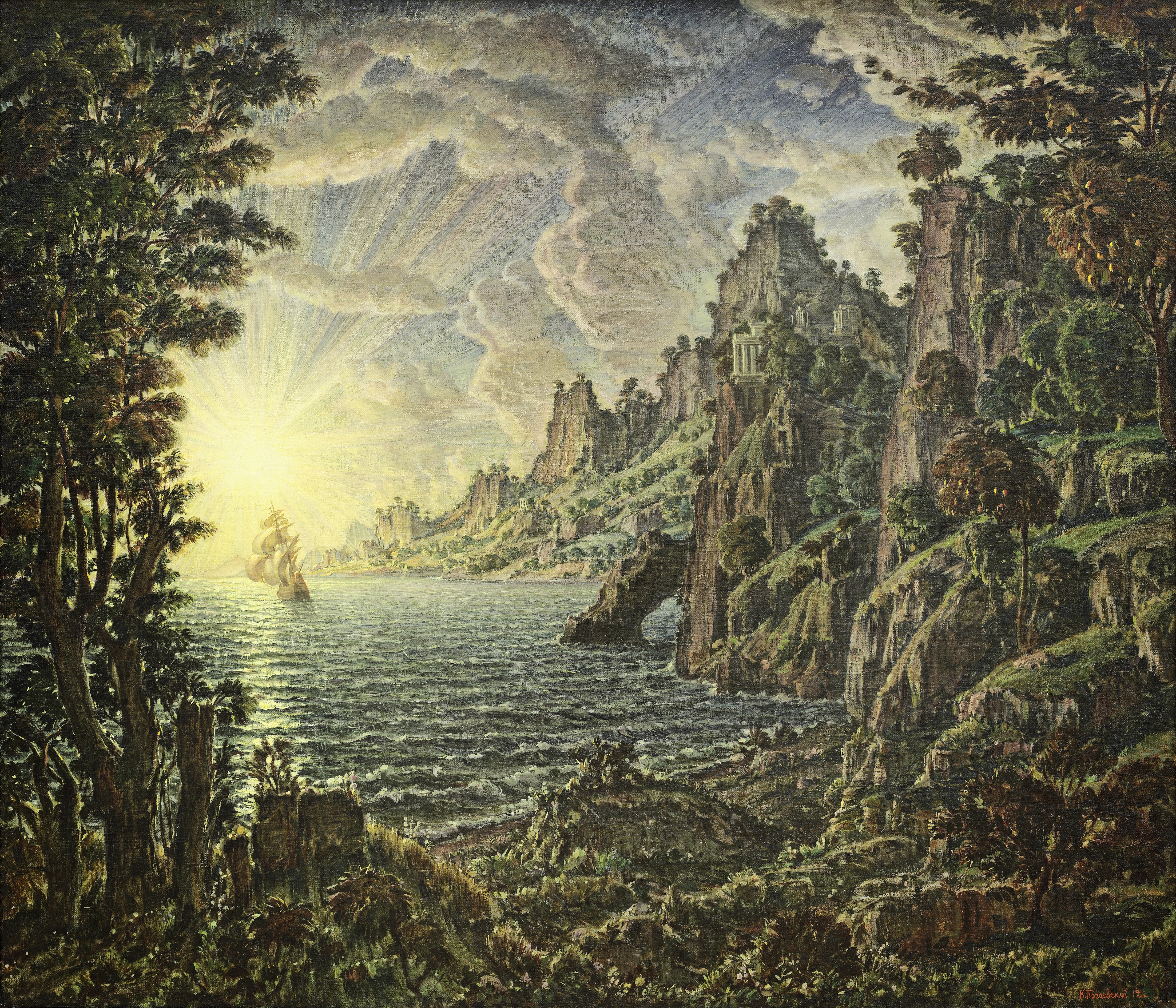
Вітрильники. Захід сонця, 1912

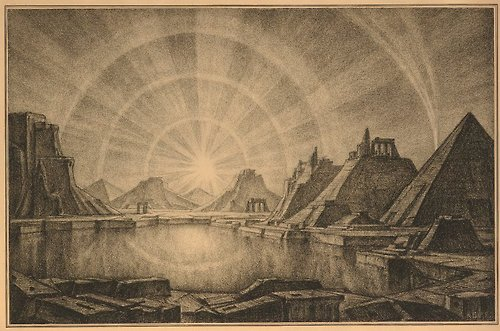
«Фантазійний пейзаж з пірамідами», 1922, літографія

- Місто Судак. Консульська вежа, 1903
- Тропічний пейзаж, 1906, Російський музей
- Південна країна. Печерне місто, 1908, Севастопольський художній музей імені Крошицького
- Італійський пейзаж, 1911, Третьяковська галерея
- Вітрильники. Захід сонця, 1912
- Скелі, ескіз панно, 1912
- Три панно (пейзажі) для особняка мільйонера Рябушинського, Москва, 1912
- Романтичний пейзаж, 1920-ті рр.
- Феодосія, краєвид, 1926
- Кримський пейзаж, 1930
- Глиняний посуд, натюрморт, 1930-ті рр.
- Феодосія, 1930
- Дніпрогес, Україна, 1934
- Гірський краєвид. Після дощу, 1930-ті рр.
- Підмосковний пейзаж, 1930-ті рр.
- Місто в долині, 1935 р.
- Тавроскифія, 1937 р.
- Стара гавань, 1941 р.
- Гірський пейзаж, 1940-ті рр.
- Феодосія взимку, 1940-ті рр.

## Галерея

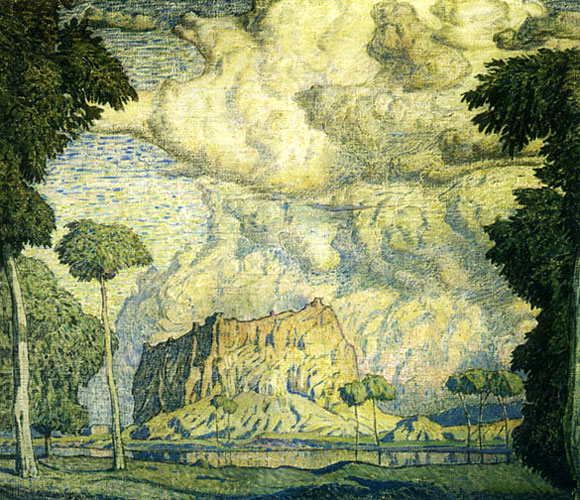
Тропічний пейзаж, 1906
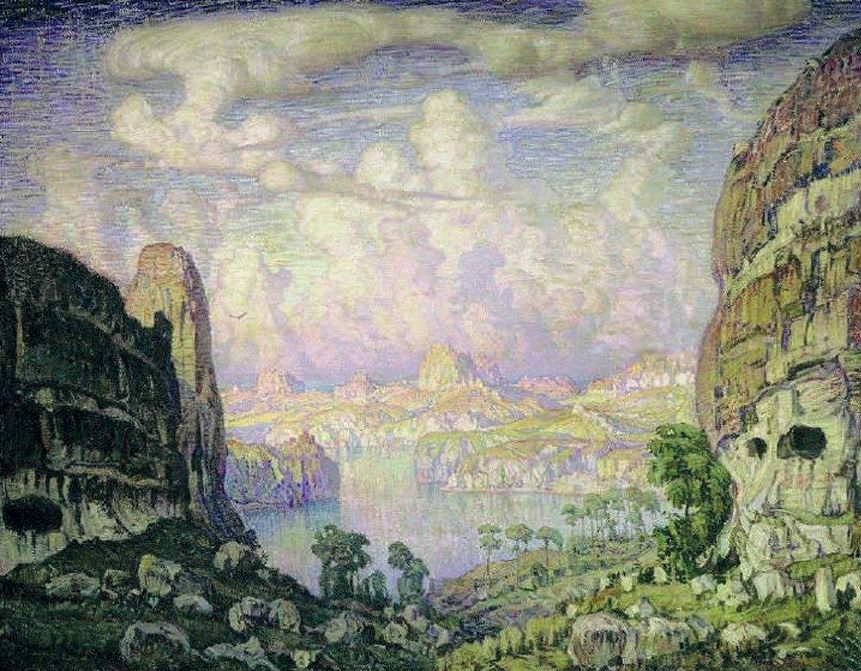
Південна країна. Печерне місто, 1908
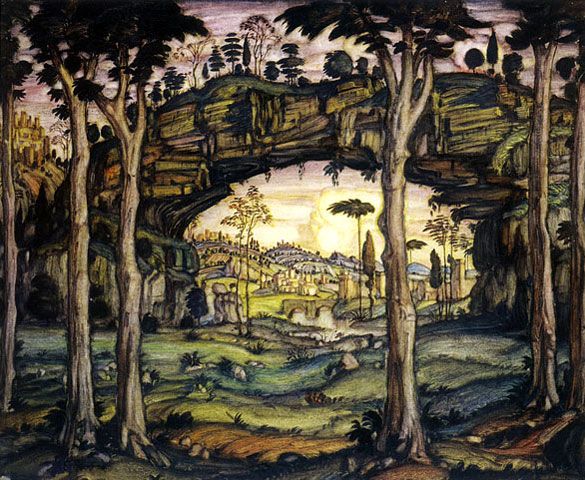
Італійський пейзаж, 1911
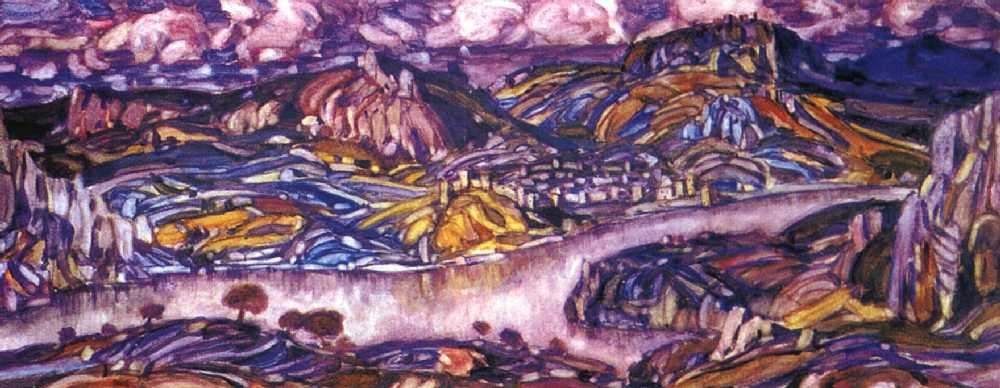
Присмерки у Кіммерії, 1911